# Lijst van munteenheden in Afrika
Dit is de lijst van de valuta's die in omloop zijn in Afrika.
| Munteenheid           | ISO 4217 code | Land                                       | Voorgaande munt                    | Jaar |
| --------------------- | ------------- | ------------------------------------------ | ---------------------------------- | ---- |
| Algerijnse dinar      | DZD           | Algerije                                   | Algerijnse frank                   | 1964 |
| Angolese kwanza       | AOA           | Angola                                     | Angolese escudo                    | 1977 |
| Botswaanse pula       | BWP           | Botswana                                   | Zuid-Afrikaanse rand               | 1976 |
| Burundese frank       | BIF           | Burundi                                    | Ruanda-Urundi frank                | 1964 |
| CFA-frank             | XOF           | Benin                                      | Frans-West-Afrikaanse frank        | 1945 |
| CFA-frank             | XOF           | Burkina Faso                               | Frans-West-Afrikaanse frank        | 1945 |
| CFA-frank             | XAF           | Centraal-Afrikaanse Republiek              | Frans-Equatoriaal-Afrikaanse frank | 1945 |
| CFA-frank             | XAF           | Congo-Brazzaville                          | Frans-Equatoriaal-Afrikaanse frank | 1945 |
| CFA-frank             | XAF           | Equatoriaal-Guinea                         | Equatoriaal-Guinese ekwele         | 1984 |
| CFA-frank             | XAF           | Gabon                                      | Frans-Equatoriaal-Afrikaanse frank | 1945 |
| CFA-frank             | XOF           | Guinee-Bissau                              | Guinea-Bissau peso                 | 1997 |
| CFA-frank             | XOF           | Ivoorkust                                  | Frans-West-Afrikaanse frank        | 1945 |
| CFA-frank             | XAF           | Kameroen                                   | Frans-Equatoriaal-Afrikaanse frank | 1945 |
| CFA-frank             | XOF           | Mali                                       | Malinese frank                     | 1984 |
| CFA-frank             | XOF           | Niger                                      | Frans-West-Afrikaanse frank        | 1945 |
| CFA-frank             | XOF           | Senegal                                    | Frans-West-Afrikaanse frank        | 1945 |
| CFA-frank             | XOF           | Togo                                       | Togolese frank                     | 1956 |
| CFA-frank             | XAF           | Tsjaad                                     | Frans-Equatoriaal-Afrikaanse frank | 1945 |
| Comorese frank        | KMF           | Comoren                                    | CFA-frank                          | 1976 |
| Congolese frank       | CDF           | Congo-Kinshasa                             | Belgisch-Congolese frank           | 1960 |
| Djiboutiaanse frank   | DJF           | Djibouti                                   | CFA-frank                          | 1949 |
| Egyptische pond       | EGP           | Egypte                                     | Egyptische piaster                 | 1834 |
| Eritrese nakfa        | ERN           | Eritrea                                    | Ethiopische birr                   | 1997 |
| Ethiopische birr      | ETB           | Ethiopië                                   | Italiaans-Oost-Afrikaanse lire     | 1945 |
| Euro                  | EUR           | Mayotte                                    | Franse frank                       | 2002 |
| Euro                  | EUR           | Réunion                                    | Réunion frank                      | 2002 |
| Gambiaanse dalasi     | GMD           | Gambia                                     | Gambiaanse pond                    | 1971 |
| Ghanese cedi          | GHS           | Ghana                                      | Ghanese pond                       | 1958 |
| Guineese frank        | GNF           | Guinee                                     | Guineese syli                      | 1985 |
| Kaapverdische escudo  | CVE           | Kaapverdië                                 | Portugese escudo                   | 1975 |
| Keniaanse shilling    | KES           | Kenia                                      | Oost-Afrikaanse shilling           | 1966 |
| Lesothaanse loti      | LSL           | Lesotho                                    | Zuid-Afrikaanse rand               | 1980 |
| Liberiaanse dollar    | LRD           | Liberia                                    | Brits-West-Afrikaanse pond         | 1943 |
| Libische dinar        | LYD           | Libië                                      | Libische pond                      | 1971 |
| Malagassische ariary  | MGA           | Madagaskar                                 | Malagassische frank                | 2009 |
| Malawische kwacha     | MWK           | Malawi                                     | Malawische pond                    | 1971 |
| Marokkaanse dirham    | MAD           | Marokko                                    | Marokkaanse frank                  | 1957 |
| Mauritaanse ouguiya   | MRU           | Mauritanië                                 | CFA-frank                          | 1973 |
| Mauritiaanse roepie   | MUR           | Mauritius                                  | Indiase roepie                     | 1934 |
| Mozambikaanse metical | MZM           | Mozambique                                 | Mozambikaanse escudo               | 1980 |
| Namibische dollar     | NAD           | Namibië                                    | Zuid-Afrikaanse rand               | 1990 |
| Nigeriaanse naira     | NGN           | Nigeria                                    | Nigeriaanse pond                   | 1958 |
| Oegandese shilling    | UGX           | Oeganda                                    | Oost-Afrikaanse shilling           | 1966 |
| Rwandese frank        | RWF           | Rwanda                                     | Ruanda-Urundi frank                | 1964 |
| Saharaanse peseta     | EHP           | Westelijke Sahara/SADR                     | Marokkaanse dirham                 | 1997 |
| Santomese dobra       | STN           | Sao Tomé en Principe                       | Santomese escudo                   | 1977 |
| Seychelse roepie      | SCR           | Seychellen                                 | Mauritiaanse roepie                | 1976 |
| Sierra Leoonse leone  | SLL           | Sierra Leone                               | Brits-West-Afrikaanse pond         | 1964 |
| Sint-Heleens pond     | SHP           | Sint-Helena, Ascension en Tristan da Cunha | Britse pond                        | 1976 |
| Soedanese pond        | SDG           | Soedan                                     | Soedanese dinar                    | 2007 |
| Somalilandse shilling | SLS           | Somaliland                                 | Somalische shilling                | 1994 |
| Somalische shilling   | SOS           | Somalië                                    | Somalo                             | 1962 |
| Swazische lilangeni   | SZL           | Swaziland                                  | Zuid-Afrikaanse rand               | 1974 |
| Tanzaniaanse shilling | TZS           | Tanzania                                   | Oost-Afrikaanse shilling           | 1966 |
| Tunesische dinar      | TND           | Tunesië                                    | Tunesische frank                   | 1958 |
| Zambiaanse kwacha     | ZMW           | Zambia                                     | Zambiaanse pond                    | 1966 |
| Zimbabwaanse dollar   | ZWL           | Zimbabwe                                   | Rhodesische dollar                 | 1980 |
| Zuid-Afrikaanse rand  | ZAR           | Zuid-Afrika                                | Zuid-Afrikaanse pond               | 1961 |
| Zuid-Soedanees pond   | SSP           | Zuid-Soedan                                | Soedanees pond                     | 2011 |